# Scabdates
Scabdates is de tweede officiële live opname van The Mars Volta. Het album is uitgebracht op 8 november 2005. Het bevat opnames tussen mei 2004 en mei 2005 van de promotietour voor het album Frances The Mute.
Er staan twaalf nummers op het album, maar slechts drie nummers zijn eerder uitgebracht op andere albums (Take The Veil Cerpin Taxt, Concertina en Cicatriz).

## Tracklist
1. "Abrasions Mount The Timpani" – 4:07
2. "Take The Veil Cerpin Taxt" – 5:57
3. "Take The Veil Cerpin Taxt: A. Gust Of Mutts..." – 2:34
4. "Take The Veil Cerpin Taxt: B. ...And Ghosted Pouts" – 4:52
5. "Caviglia" – 2:46
6. "Concertina" – 4:17
7. "Haruspex" – 5:24
8. "Cicatriz" – 8:16
9. "Cicatriz: A. Part I" – 2:34
10. "Cicatriz: B. Part II" – 7:39
11. "Cicatriz: C. Part III" – 4:29
12. "Cicatriz: D. Part IV" – 20:00

## Opnameplaatsen
5 mei 2005 - Roseland Ballroom, New York
- Abrasions Mount The Timpani
- Take the Veil Cerpin Taxt

6 mei 2005 - Roseland Ballroom, New York
- Gust of Mutts

12 mei 2004 - The Wiltern, Los Angeles
- Haruspex
- Cicatriz
- Cicatriz, Pt.I
- Cicatriz, Pt.II
- Cicatriz, Pt.III
- Cicatriz, Pt.IV

13 mei 2004 - The Wiltern, Los Angeles
- Caviglia

8 oktober 2005 - McAfee Coliseum, Oakland
- Concertina

Niet bekend
- And Ghosted Pouts